# Smithton (Tasmania)
Smithton – miasto w Australii, w północno-zachodniej części Tasmanii.